# Bukovice (kraj południowomorawski)
Bukovice – wieś i gmina w Czechach, w powiecie Brno, w kraju południowomorawskim. Według danych z dnia 1 stycznia 2014 liczyła 73 mieszkańców.